# Carrières-sur-Seine
Carrières-sur-Seine è un comune francese di 15 376 abitanti situato nel dipartimento degli Yvelines nella regione dell'Île-de-France.
I suoi abitanti si chiamano Carrillons.

## Società

### Evoluzione demografica
Abitanti censiti